# Ворошилівське табірне відділення
Ворошиловське табірне відділення (рос. ЛО ВОРОШИЛОВСКОГО ЗАВОДА) — підрозділ виправно-трудового табору, що діяв в структурі ГУЛАГу .

## Історія
Ворошиловське ТВ було створено в 1948 році. Управління Ворошиловського ТВ розташовувалося в місті Ворошилов (нині місто Усурійськ), Приморський край. У оперативному командуванні воно підпорядковувалося Спеціальному головному управлінню Главспеццветмета (СГУ).
Максимальна одноразова кількість ув'язнених могло становити близько 1 000 осіб.
Ворошиловське ТВ припинило своє існування в 1952 році.

## Виконувані роботи
- Ув'язнені виконували роботи на Ворошиловському механічному заводі і залучалися до будівельних робіт.